# Hockey Club Varese 2013-2014
Questa pagina raccoglie i dati riguardanti l'Hockey Club Varese nelle competizioni ufficiali della stagione 2013/14.

## Dirigenza
- Presidente: Davide Quilici

## Consiglieri
- Resp. Segreteria e EDP:
- Resp. Amministrativo:
- Resp. Relazioni Esterne:
- Resp. Marketing e Sponsor:

### Staff tecnico
- Direttore Sportivo: MAURIZIO FIORI
- Allenatore: Nenad Ilic
- Preparatore dei portieri:

### Ufficio Stampa
- Settore Giovanile:
- Prima Squadra B:

### Area Medica
- Medico addetto prima squadra: ALESSANDRO LO CURTO

### Settore giovanile
- Presidente:

## Piazzamenti nelle varie competizioni
- Serie B: 5º durante la regular season, eliminata ai quarti di play-off

## La rosa 2013/14
| N° | Giocatore           | Ruolo      | Anagrafe             |
| 36 | Lorenzo Broggi      | portiere   | 1991-06-21           |
| 28 | Simone De Lorenzo   | portiere   | 1994-08-05           |
| 30 | Federico Tesini     | portiere   | 1992-11-19 Cremona   |
| 64 | Luca Barbieri       | Difensore  | 1990-06-25           |
| 34 | Francesco Borghi    | Difensore  | 1991-06-12 Varese    |
| 25 | Dario Cortenova     | Difensore  | 1985-01-27 Varese    |
| 18 | Matteo De Lorenzo   | Difensore  | 1991-07-08           |
| 87 | Alessandro Gaggini  | Difensore  | 1992-07-08           |
| 15 | Stefan Ilic         | Difensore  | 1990-03-27 Belgrado  |
| 7  | Niccolò Latin       | Difensore  | 1992-03-28 Milano    |
|    | Niccolò Lo Russo    | Difensore  | 1991-11-26 Como      |
| 89 | Stefano Mannini     | Difensore  | 1992-08-09 Messina   |
| 4  | Mirko Pipitone      | Difensore  | 1995-04-14 Luino     |
| 54 | Rudy Rossi          | Difensore  | 1990-06-23           |
| 17 | Marco Andreoni (C)  | Attaccante | 1991-06-21           |
| 30 | Marcello Borghi     | Attaccante | 1993-03-22 Varese    |
|    | Alessio Cattaneo    | Attaccante |                      |
| 75 | Daniele Di Vincenzo | Attaccante | 1991-09-27           |
| 57 | Marco Fiori         | Attaccante | 1993-06-11           |
| 12 | Stefano Gherardi    | Attaccante | 1993-03-30 Milano    |
| 71 | Riccardo Mandelli   | Attaccante | 1995-07-14           |
| 10 | Michael Mazzacane   | Attaccante | 1988-04-07 Varese    |
| 22 | Erik Mazzacane      | Attaccante | 1994-04-03           |
| 96 | Nicolò Megioranza   | Attaccante | 1994-02-24           |
| 31 | Mirko Migliavacca   | Attaccante | 1992-09-15 Milano    |
| 91 | Filippo Milo        | Attaccante | 1991-11-11           |
| 31 | Simone Pancheri     | Attaccante | 1992-01-30           |
| 69 | Lorenzo Piccinelli  | Attaccante | 1992-09-21 Varese    |
| 88 | Riccardo Privitera  | Attaccante | 1990-04-27           |
| 77 | Sabino Sansonna     | Attaccante | 1982-03-03           |
| 9  | Fabio Senigagliesi  | Attaccante | 1990-02-24           |
| 27 | Salvatore Sorrenti  | Attaccante | 1978-01-16 Cittiglio |

| Guida tecnica |
| Nenad Ilic    |

## Le gare della stagione

### Campionato Serie B
| Andata |                          |      |               |
|        |                          |      |               |
| 6-10   | HC Varese- Como          | 8-1  | 2-1; 3-0; 3-0 |
| 13-10  | Alleghe-HC Varese        | 3-0  | 2:0, 0:0, 1:0 |
| 20-10  | HC Varese- Val di Sole   | 12-1 | 4:1, 4:0, 4:0 |
| 27-10  | HC Varese- Adige Trento  | 6-5  | 1:0, 3:3, 2:2 |
| 02-11  | Pergine-HC Varese        | 6-2  | 2:0, 2:1, 2:1 |
| 12-11  | HC Varese- Old Weasels   | 3-2  | 0-0; 2-2; 1-0 |
| 17-11  | Chiavenna-HC Varese      | 1-4  | 0-1, 0-1, 1-2 |
| 24-11  | Feltreghiaccio-HC Varese | 1-4  | 0-1, 0-2, 1-1 |
| 1-12   | HC Varese- Aurora Frogs  | 5-2  | 1-1; 3-1; 1-0 |
| 8-12   | Bolzano Junior           | 4-3  | 0:1, 3:2, 1:0 |
| 15-12  | Val Venosta-HC Varese    | 2-4  | 1-0, 1-2, 0-2 |

| Ritorno |                           |     |               |
|         |                           |     |               |
| 22-12   | Como-HC Varese            | 5-7 | 1-0, 1-2, 3-5 |
| 26-12   | HC Varese- Alleghe        | 2-3 | 1-2, 0-1, 1-0 |
| 5-1     | Val di Sole-HC Varese     | 2-0 | 1-0, 1-0, 0-0 |
| 5-1     | Adige Trento-HC Varese    | 6-4 | 1-0, 1-1, 4-3 |
| 12-1    | HC Varese- Pergine        | 3-2 | 0-1, 1-0, 2-1 |
| 19-1    | Old Weasels-HC Varese     | 2-2 | 1-2, 1-0, 0-0 |
| 26-1    | HC Varese- Chiavenna      | 3-0 | 1-0, 2-0, 0-0 |
| 2-2     | HC Varese- Feltreghiaccio | 7-1 | 2-1, 3-0, 2-0 |
| 9-2     | Aurora Frogs-HC Varese    | 2-2 | 2-2, 0-0, 0-0 |
| 16-2    | HC Varese- Bolzano Junior | 0-8 | 0-3, 0-3, 0-2 |
| 23-2    | HC Varese- Val Venosta    | 4-5 | 3-1, 1-2, 0-2 |

### Classifica
| Pos. | Squadra        | Pt | G  | V  | N | P  | GF  | GS  | DR   |
| ---- | -------------- | -- | -- | -- | - | -- | --- | --- | ---- |
| 1.   | Alleghe        | 39 | 22 | 19 | 1 | 2  | 115 | 40  | +75  |
| 2.   | Aurora Frogs   | 37 | 22 | 18 | 1 | 3  | 139 | 42  | +97  |
| 3.   | Pergine        | 34 | 22 | 16 | 2 | 4  | 112 | 49  | +63  |
| 4.   | Adige Trento   | 33 | 22 | 15 | 3 | 4  | 112 | 62  | +50  |
| 5.   | Varese         | 26 | 22 | 12 | 2 | 8  | 85  | 64  | +21  |
| 6.   | Old Weasels    | 25 | 22 | 12 | 1 | 9  | 74  | 57  | +17  |
| 7.   | Bolzano Junior | 23 | 22 | 10 | 3 | 9  | 109 | 85  | +24  |
| 8.   | Val Venosta    | 14 | 22 | 6  | 2 | 14 | 68  | 94  | -26  |
| 9.   | Como           | 13 | 22 | 6  | 1 | 15 | 72  | 110 | -38  |
| 10.  | Feltreghiaccio | 12 | 22 | 6  | 0 | 16 | 60  | 127 | -67  |
| 11.  | Chiavenna      | 4  | 22 | 2  | 0 | 20 | 38  | 138 | -100 |
| 12.  | Val di Sole    | 4  | 22 | 2  | 0 | 20 | 39  | 155 | -116 |

Legenda:

      Ammesse ai playoff
Note:

Due punti a vittoria, un punto in caso di pareggio, zero a sconfitta.
aggiornato al 25 febbraio 2014

#### Playoff
| Quarti di finale |                         |     |                                                                                      |
|                  |                         |     |                                                                                      |
| 28-02            | Adige Trento-HC Varese  | 5-2 | 0-0; 2-2; 3-0 F. [Senigagliesi (F. Borghi)/R. Privitera (Sorrenti)]                  |
| 3-03             | HC Varese- Adige Trento | 2-3 | 0-1; 1-1; 1-1 [Sabino Sansonna/Riccardo Privitera (Michael Mazzacane – Stefan Ilic)] |

### Presenze e gol
(i dati sono aggiornati alla fine della stagione 2013-2014 (25/2/14))
aggiornato al 25 febbraio 2014